# Jean Gribomont
Jean Gribomont OSB (* 17. November 1920 in Bas-Oha; † 21. März 1986 in Rom) war ein belgischer Theologe.

## Leben
Er legte die Profess am 2. September 1939 in der Abtei Clervaux ab und empfing die Priesterweihe am 9. Juli 1944. Er studierte an der KU Leuven. Nach der Promotion dort 1953 lehrte er ab 1970 orientalische Patrologie (ab 1972 als außerordentlicher Professor) an Sant’Anselmo in Rom.

## Schriften (Auswahl)
- Histoire du texte des ascétiques de S. Basile. Louvain 1953, OCLC 601679732.
- als Herausgeber: Rupertus Tuitensis: Livres I et II. (De Trinitate, pars III). Paris 1967, OCLC 256409889.
- als Herausgeber: Commandements du Seigneur et libération évangélique. Etudes monastiques proposées et discutées à Saint-Anselme, 15–17 février 1976. Rom 1977, OCLC 885291040.
- als Herausgeber: Commentaria in S. Regulam. Rom 1982, OCLC 13952802.